# Gräberfeld von Ek

Karte

Das Gräberfeld von Ek beim Hof Övregården liegt auf einer Anhöhe südwestlich von Timmele, nördlich von Ulricehamn in der Provinz Västra Götalands län und der historischen Provinz Västergötland in Schweden und besteht aus 25 Monumenten. 15 davon sind Steinkreise und 10 Steinhügel. Drei der Gräber wurden auf einem Bergrücken südöstlich des mit Eichen bewachsenen Gräberfeldes aus der Bronzezeit (1700–500 v. Chr.). gefunden.
In den Domarringen (deutsch „Richterringen“) wurden verbrannte Knochen zusammen mit persönlichen Gegenständen wie Geschirr und Schmuck gefunden.
In den Rösen wurden große Steinkisten mit Skelettresten oder Brandbestattungen mit  Grabbeigaben von  Pinzetten oder Rasiermessern aus Bronze gefunden. Die Rösen bestehen aus kopfgroßen Rollsteinen. Rösen haben 17,0 m Durchmesser. Die kleineren bestehen aus Felsgestein mit Beimischungen von Torf. Eine Röse ist sehr flach und hat eine Höhe von weniger als 10 % des Durchmessers. Eine Röse ist in der Mitte eingetieft (Bild). Sie wurde in den 1930er Jahren als Keller genutzt.

## Die Steinkiste von Ek

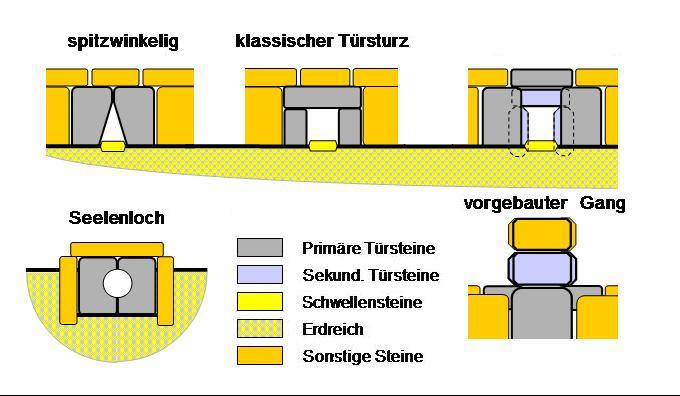
Zugänge – das Seelenloch unten links

Unmittelbar südlich des Gräberfeldes liegt eine Steinkiste (schwedisch Hällkista – Timmele 136:1) aus der Jungsteinzeit oder der frühen Bronzezeit (2400–1000 v. Chr.). Sie ist älter als das Gräberfeld.
Die Kiste wurde 1908 von Joseph Sand untersucht. Er entfernte vermutlich die Decksteine, um einen besseren Zugang zu haben. Die etwa trapezoide, kaum beschädigte, 0,5 bis 0,65 m eingetiefte Kiste besteht aus einer antenartigen Vorkammer und der mittels Seelenloch zugänglichen Hauptkammer. Das Seelenloch wurde durch Auspicken zweier Halbkreise in benachbarten Platten geschaffen. In situ erhalten sind 12 Tragsteine, zudem existieren fünf verlagerte Steine. 
Unter den Funden befanden Feuersteindolche, Pfeilspitzen und Schieferanhänger, die die Kiste in die Dolchzeit datieren.